# Dictyophara subsimilis
Dictyophara subsimilis är en insektsart som beskrevs av Rauno E. Linnavuori 1953. Dictyophara subsimilis ingår i släktet Dictyophara och familjen Dictyopharidae. Inga underarter finns listade i Catalogue of Life.